# Erik Pontoppidan
|  | "Pontoppidan" redirigeix aquí. Si cerqueu el famós escriptor realista i Premi Nobel, vegeu Henrik Pontoppidan. |

Erik Pontoppidan, nascut el 24 d'agost del 1698 a Århus i mort el 20 de desembre del 1764 a Bergen, fou un teòleg i ornitòleg danès.
Estudià teologia a la Universitat de Copenhaguen. Fou tutor de diversos noble, cosa que li permeté viatjar per Europa. Posteriorment, esdevingué un dels professors del rei.
El 1738 començà a ensenyar teologia a Copenhague i esdevingué bisbe de Bergen el 1745.
Encara que gran part de la seva obra fou teològica, publicà nombroses obres sobre zoologia. Fou amic de Morten Thrane Brünnich (1737-1827), considerat el fundador de la zoologia danesa.
A la seva Història natural de Noruega parlà notablement del llegendari Kraken.